# Podgaje (Kazimierza)
Pour les articles homonymes, voir Podgaje.
Podgaje est une localité polonaise de la gmina de Skalbmierz, située dans le powiat de Kazimierza en voïvodie de Sainte-Croix.